# Amphiaster
Amphiaster is een geslacht van zeesterren uit de familie Asterodiscididae.

## Soort
- Amphiaster insignis Verrill, 1868